# The Nativity Story
The Nativity Story (bra: Jesus - A História do Nascimento; prt: O Nascimento de Cristo) é um filme estadunidense dos gêneros drama épico lançado em 2006 e que aborda o nascimento de Jesus. Estrelando a atriz Keisha Castle-Hughes no papel de Maria, nomeada para o Oscar pela atuação em The Whale Rider, e a atriz Shohreh Ahdashoo, indicada ao Oscar pela atuação em House of Sand and Fog. Sob a direção de Catherine Hardwicke, as filmagens começaram em 1º de Maio de 2006 em Matera, Itália e Ouarzazate, Marrocos. Outras cenas foram filmadas em Craco, cidade fantasma na região italiana de Basilicata, e Cinecittà, em Roma. O lançamento do filme teve lugar em 1º de dezembro de 2006 pela New Line Cinema.

## História
O filme conta a Maria e José, seu marido, desde o momento da Anunciação em Nazaré passando pelo nascimento de Jesus em Belém, e finalizando na fuga da família sagrada para o Egito.

## Elenco
- Hiam Abbass - Ana
- Shohreh Aghdashloo - Isabel
- Keisha Castle-Hughes - Virgem Maria
- Ciarán Hinds - Rei Herodes
- Oscar Isaac - José
- Alexander Siddig - Anjo Gabriel
- Shaun Toub - Joaquim

## Recepção

### Bilheteria
The Nativity Story abriu para um primeiro fim de semana modesto na bilheteria nacional arrecadando $7.8 milhões, com um aumento de 39% no fim de semana de Natal estendida. Após a sua execução inicial, o filme fechou com cerca de $37.6 milhões de interno bruto e $8.8 milhões em bruto estrangeira, resultando em um total mundial de quase $46.4 em um orçamento suposto de $35 milhões.

### Resposta da crítica
O filme recebeu críticas mistas. Rotten Tomatoes relata que 38% de 128 críticos de cinema deram ao filme uma crítica positiva, com uma classificação média de 5.3 em 10. Metacritic, que atribui uma pontuação média ponderada de 100 a comentários de críticos convencionais, dá ao filme uma pontuação de 52 com base em 28 comentários.

## Controvérsias
A discussão surgiu durante as filmagens quando Keisha Castle-Hughes engravidou fora do casamento. Por causo disto, Keisha Castle-Hughes, intérprete de Maria, não foi convidada para a première no Vaticano.

## Música
A trilha sonora de Mychael Danna foi lançada em um álbum em 5 de dezembro de 2006. o álbum foi indicado para o Prêmio Dove para Álbum Instrumental do Ano no 39 GMA Dove Awards.
Um álbum de canções inspiradas no filme também foi lançado sob o título The Nativity Story: Sacred Songs, em português A História da Natividade: Canções Sagradas. Ele apresentava músicas de artistas como Point of Grace, Amy Grant, Jaci Velasquez , e outros.